# DEPARTURES (globeの曲)
「DEPARTURES」（デパーチャーズ）は、globeの4枚目のシングル。1996年1月1日にavex globeから発売された。
当楽曲はglobeのシングルとしては最高となる約230万枚の売上を記録し、ユニットの代表曲となっている。同曲が収録された1stアルバム『globe』は1997年4月、出荷枚数455万枚という当時の日本記録を達成した。

## 制作
JR東日本のキャンペーン『JR ski ski』のCMソングとして制作された。
制作にあたってまずピアノだけでオケを作り、そこからパート別・全体のバックトラックを考えた。
JR東日本の依頼は「若いカップルが新幹線に乗ってスキーに出かける」「カップルがホームから列車に乗り込むシーンから始まって、雪が降る駅を新幹線が静かに出て行く所で終わる」設定を元にした楽曲制作であり「JR東日本・広告代理店・エイベックスに、小室がどの様に歩み寄って新しいものを生み出すのか」を課題とした。その際に小室はCM出演者の竹野内豊と江角マキコの仕事観や個性などを知り合いだったMARCを通して徹底的に調査し、「今はモデルだが俳優を目指している」という答えを聞いた。それにより、「15秒の短編映画のサウンドトラック」「若いカップルを乗せた新幹線が格好良く、しかも哀愁を帯びて走っている絵に見せる」ことをテーマにし、それらに集中して作り上げた。
歌詞は小室哲哉が恋人に宛てた想いを形にしたものであり、男女2人の世界が浮かんできて、その世界を断片的に切り取って言葉にまとめた。2人は「今一緒にいる2人」「別れた後思い出している2人」「苦労しながらも、現在進行形で恋愛感情を育てている2人」のどれともとれる様にした。小室は後に「頭から終わりまで、1行ずつ世界観を統一していくのが大変だった。コピーライターがキャッチコピーを1行ずつ書く様にまとめていった。1行だけでも気に入ってもらえたらうれしい」と語っている。
KEIKOが歌録りに入る際に、小室が一緒にスタジオに入って、KEIKOのそばで1言ずつチェックしながら録っていった。
出来上がった時に小室はH Jungle with tの「WOW WAR TONIGHT 〜時には起こせよムーヴメント」と同じ「絶対に売れる」という感触を味わった。
シングルでは初めてメンバーの写真がジャケットに使用された。撮影はアンバサダーホテルで行われた。また、デビュー時から3作連続で90万枚近いメガヒットを連発していたが、本作で初めて主要の歌番組など一斉にメディア出演を果たしたこともあり、人気や注目度は爆発した。

## チャート成績
本作は累計228.8万枚（オリコン調べ）を売り上げ、現在まで発売されたglobeのシングルの中では最大の枚数である。また初動売上は62万枚を記録している。小室作品では安室奈美恵の「CAN YOU CELEBRATE?」（1997年）に次ぐ2番目の売上枚数である。発売年となる1996年の年間シングルランキング（オリコン）ではMr.Childrenの「名もなき詩」に次いで2位を記録しており、歴代シングルランキング（オリコン）では15位を記録している。

## タイアップ
竹野内豊と江角マキコが出演するJR東日本「JR ski ski」のCMソング。CMで使われた音源はシングルバージョンよりもキーが高くなっている。CMサイズをロサンゼルスのスタジオで録り、その後日本で録り直された。現在、日本のCMソングとしては最も売り上げ枚数が多い楽曲である。
2015年には「コカ・コーラ」 ウィンターソングボトルキャンペーンの1曲として、コカ・コーラ ゼロに登場した。
2018年1月5日からは西武鉄道グループのプリンスホテルが展開するプリンススノーリゾートキャンペーンの『SKI! PRINCE! AGAIN!』テーマのCMソングに使われた。この起用はこの曲が発売された「JR ski ski」の時代を過ごした若者たちがその後40代〜50代の大人になった今、スキー場のワクワク感を思い出す演出となっている。いわばオマージュのようなCMである。

## 収録曲
| 全作詞・作曲・編曲: 小室哲哉。 |                               |          |            |      |
| #                              | タイトル                      | 作詞     | 作曲・編曲 | 時間 |
| 1.                             | 「DEPARTURES (RADIO EDIT)」   | 小室哲哉 | 小室哲哉   | 5:15 |
| 2.                             | 「DEPARTURES (EXTENDED MIX)」 | 小室哲哉 | 小室哲哉   | 6:48 |
| 3.                             | 「DEPARTURES (INSTRUMENTAL)」 | 小室哲哉 | 小室哲哉   | 5:15 |
| 合計時間:                      | 合計時間:                     | 17:18    |            |      |

## 楽曲の収録アルバム
DEPARTURES
- globe（アルバムバージョン）
- CRUISE RECORD 1995-2000（アルバムバージョン）
- 8 Years ～Many Classic Moments～
- Ballads & Memories（ARRIVAL version）
- globe decade -single history 1995-2004-
- 15YEARS -BEST HIT SELECTION-（アルバムバージョン）
- #globe20th -SPECIAL COVER BEST-（COVER+BEST盤のみ短縮バージョンを収録）
- TK MILLION WORKS
- ARIGATO 30 MILLION COPIES -BEST OF TK WORKS
- THE GREATEST HITS - 小室哲哉作品集 - a
- TETSUYA KOMURO ARCHIVES

## カバー
音源として発売されたカバー楽曲を挙げる（セルフカバーを含む）。
- globe - ベスト盤『Ballads & Memories』（2002/12/26）に「DEPARTURES（ARRIVAL version）」として
- デーモン閣下 - アルバム『GIRLS' ROCK 〜Tiara〜』（魔暦11年/2009/2/11）
- Spontania - シングル『DEPARTURES』（2010/11/10）、アルバム『スポンテニア』（2010/12/15）
- AAA - シングル『PARADISE/Endless Fighters』ジャケットCのみ（2010/11/17）、アルバム『Buzz Communication』mu-moショップ限定盤のみ（2011/2/16）
- ひとしずく×やま△ feat. 鏡音リン・レン - 小室哲哉公認のカバーアルバム『小室哲哉 meets VOCALOID』（2012/3/28）
- 赤木りえ（フルート） - インストゥルメンタルアルバム『Feel the Earth 〜ワールドビート・スタンダード〜』（2012/5/23）[8]
- INFINITY16 - カバーアルバム『White Cover』（2012年12月5日発売）に収録。
- ダイアナ・ガーネット - アルバム『COVER☆GIRL』（2013/11/27）[9]
- 華原朋美 - アルバム『MEMORIES -Kahara Covers-』（2014/3/21）
- Ms.OOJA - カバーアルバム『WOMAN 2 〜Love Song Covers〜』（2014年11月26日）。
- hyde - V.A.『#globe20th -SPECIAL COVER BEST-』（2015年12月16日）に収録[10]。
- デスラビッツ - コンピレーション・アルバム『EXA IDOL COMPLEX〜Super duper!』（2016/10/15）
- RAISE A SUILEN［レイヤ（Raychell）］ - 『バンドリ！ ガールズバンドパーティ！ カバーコレクション Vol.6』 (2021/11/10)[注釈 1]
- 久遠七海（Lezel） - アニメ「パリピ孔明」Ver.としてYouTube上で2022年5月26日に公開。